# Porcellium kerkinianum
Porcellium kerkinianum är en kräftdjursart som beskrevs av Helmut Schmalfuss1996. Porcellium kerkinianum ingår i släktet Porcellium och familjen Trachelipodidae. Inga underarter finns listade i Catalogue of Life.